# Cantone di Mirecourt
Il Cantone di Mirecourt è una divisione amministrativa dell'arrondissement di Neufchâteau.
A seguito della riforma complessiva dei cantoni del 2014 è passato da 32 a 56 comuni.

## Composizione
Prima della riforma del 2014 comprendeva i comuni di:
- Ambacourt
- Baudricourt
- Biécourt
- Blémerey
- Boulaincourt
- Chauffecourt
- Chef-Haut
- Dombasle-en-Xaintois
- Domvallier
- Frenelle-la-Grande
- Frenelle-la-Petite
- Hymont
- Juvaincourt
- Madecourt
- Mattaincourt
- Mazirot
- Ménil-en-Xaintois
- Mirecourt
- Oëlleville
- Poussay
- Puzieux
- Ramecourt
- Remicourt
- Repel
- Rouvres-en-Xaintois
- Saint-Menge
- Saint-Prancher
- Thiraucourt
- Totainville
- Valleroy-aux-Saules
- Villers
- Vroville

Dal 2015 comprende i comuni di:
- Ambacourt
- Aouze
- Aroffe
- Balléville
- Baudricourt
- Biécourt
- Blémerey
- Boulaincourt
- Châtenois
- Chauffecourt
- Chef-Haut
- Courcelles-sous-Châtenois
- Darney-aux-Chênes
- Dolaincourt
- Dombasle-en-Xaintois
- Dommartin-sur-Vraine
- Domvallier
- Frenelle-la-Grande
- Frenelle-la-Petite
- Gironcourt-sur-Vraine
- Houécourt
- Hymont
- Juvaincourt
- Longchamp-sous-Châtenois
- Maconcourt
- Madecourt
- Mattaincourt
- Mazirot
- Ménil-en-Xaintois
- Mirecourt
- Morelmaison
- La Neuveville-sous-Châtenois
- Oëlleville
- Ollainville
- Pleuvezain
- Poussay
- Puzieux
- Rainville
- Ramecourt
- Remicourt
- Removille
- Repel
- Rouvres-en-Xaintois
- Saint-Menge
- Saint-Paul
- Saint-Prancher
- Sandaucourt
- Soncourt
- Thiraucourt
- Totainville
- Valleroy-aux-Saules
- Vicherey
- Villers
- Viocourt
- Vouxey
- Vroville